# Saprae Creek
Saprae Creek est un hameau (hamlet) de Wood Buffalo (municipalité spécialisée), situé dans la province canadienne d'Alberta.

## Démographie
En tant que localité désignée dans le recensement de 2011, Saprae Creek a une population de 694 habitants dans 194 de ses 204 logements, soit une variation de 4.5% par rapport à la population de 2006. Avec une superficie de 4,556 0 km2, le hameau possède une densité de population de 152,326 6 hab/km2 en 2011.
Concernant le recensement de 2006, Saprae Creek abritait 664 habitants dans 191 de ses 201 logements. Avec une superficie de 4,550 9 km2, le hameau possédait une densité de population de 145,9 hab/km2 en 2006.